# A magyar labdarúgó-válogatott játékosainak listája (1902–1944)
Az alábbi lista a magyar nemzeti válogatottban játszó játékosokat sorolja fel,  születési év, a válogatottban szereplés száma, válogatottbeli góljai, első, utolsó sorszáma, egyesületei szerint. Kapusoknál a kapott gólok (kg-x) szerint. 1902 és 1944 közötti 244 mérkőzésen 380 játékos szerepelt a válogatottban. (A lista tartalmazza a 2000-es MLSZ döntés alapján hivatalossá nyilvánított 1926. december 26-i, Portugália (121.) elleni, az 1927. október 9-i, Csehszlovákia (128.) elleni és az 1933. január 29-i, Portugália (165.) elleni mérkőzéseket.)
| Ábécé szerinti tartalomjegyzék                      |
| --------------------------------------------------- |
| A B C D E F G H I J K L M N O P Q R S T U V W X Y Z |

## A
| Sorszám | Játékos     | Születési év | Válogatottság | Gólok száma | Első mérk. | Utolsó mérk. | Egyesület                  |
| ------- | ----------- | ------------ | ------------- | ----------- | ---------- | ------------ | -------------------------- |
| 339     | Ádám Sándor | 1918–1974    | 2             | 1           | 218        | 222          | Újpest                     |
| 263     | Aknai János | 1908–1992    | 10            | kg-18       | 138        | 162          | Újpest                     |
| 155     | Amsel Ignác | 1899–1974    | 9             | kg-19       | 80         | 148          | Csabai Előre , Ferencváros |
| 264     | Avar István | 1905–1977    | 21            | 24          | 139        | 184          | Újpest                     |

## B
| Sorszám | Játékos             | Születési év | Válogatottság | Gólok száma | Első mérk. | Utolsó mérk. | Egyesület                                |
| ------- | ------------------- | ------------ | ------------- | ----------- | ---------- | ------------ | ---------------------------------------- |
| 1       | Bádonyi Gyula       | 1883–1944    | 1             | kg-5        | 1          | 1            | BTC                                      |
| 325     | Balogh I István     | 1912–1992    | 13            | -           | 205        | 228          | Újpest                                   |
| 365     | Balogh II Sándor    | 1920–2000    | 24            | -           | 237        | 276          | Újpest, Bp.Dózsa                         |
| 330     | Balogh Miklós       | 1914–?       | 1             | -           | 209        | 209          | Nemzeti                                  |
| 271     | Barátky Gyula       | 1910–1962    | 9             | -           | 146        | 169          | Hungária                                 |
| 346     | Baróti Lajos        | 1914–2005    | 2             | -           | 223        | 236          | Szeged                                   |
| 192     | Bartos Béla         | 1903–?       | 1             | -           | 101        | 101          | Törekvés                                 |
| 177     | Baubach Béla        | 1898–?       | 1             | -           | 89         | 89           | UTE                                      |
| 6       | Bayer Róbert        | 1884–1953    | 2             | -           | 1          | 3            | MAC                                      |
| 326     | Béky Bertalan       | 1913–2007    | 2             | -           | 205        | 216          | Phöbus                                   |
| 232     | Beneda István       | 1904–1970    | 3             | kg-10       | 121        | 135          | Újpest, Bástya                           |
| 2       | Berán József        | 1883–1905    | 4             | -           | 1          | 5            | FTC                                      |
| 360     | Berecz István       | 1913–1979    | 1             | -           | 234        | 234          | DIMÁVAG                                  |
| 256     | Berkessy Elemér     | 1905–1993    | 7             | -           | 134        | 147          | Ferencváros                              |
| 36      | Bienenstock Sándor  | 1884–?       | 1             | -           | 7          | 7            | Postás                                   |
| 250     | Bihámy III Béla     | 1909–1938    | 3             | 2           | 130        | 166          | NSC                                      |
| 66      | Bihari Ferenc       | 1890–1965    | 5             | kg-18       | 20         | 24           | BTC                                      |
| 183     | Biri János          | 1901–1983    | 5             | kg-11       | 93         | 133          | KAC, Budai 33                            |
| 47      | Bíró Gyula          | 1890–1961    | 36            | 3           | 9          | 59           | MTK                                      |
| 287     | Biró Sándor         | 1911–1988    | 54            | -           | 163        | 249          | III. ker., Hungária, BSZKRT, Újpest, MTK |
| 29      | Blazsek Ferenc      | 1884–1959    | 2             | -           | 4          | 7            | BTC                                      |
| 91      | Blum Zoltán         | 1892–1959    | 38            | 1           | 38         | 106          | FTC                                      |
| 225     | Bobrik Károly       | 1901–?       | 1             | -           | 117        | 117          | Postás                                   |
| 82      | Bodnár Sándor       | 1890–1955    | 20            | 19          | 27         | 60           | NSC , MAC                                |
| 358     | Bodola Gyula        | 1912–1992    | 13            | 4           | 232        | 264          | Nagyvárad AC, MTK                        |
| 28      | Bodor Ödön          | 1882–1927    | 1             | -           | 4          | 4            | MUE                                      |
| 348     | Boldizsár Géza      | 1918–1988    | 4             | kg-3        | 224        | 231          | Kispest                                  |
| 20      | Borbás Gáspár       | 1884–1976    | 41            | 11          | 2          | 60           | FTC , MAC                                |
| 99      | Borisz Győző        | 1890–1916    | 1             | 1           | 50         | 50           | Törekvés                                 |
| 191     | Borsányi Ferenc     | 1902–1958    | 24            | -           | 101        | 163          | BTC, Újpest                              |
| 41      | Bosnyákovits Károly | 1887–1962    | 2             | -           | 8          | 13           | BTC                                      |
| 101     | Bőti János          | 1893–?       | 2             | -           | 50         | 52           | Törekvés                                 |
| 16      | Braun Ferenc        | 1885–1933    | 4             | -           | 2          | 14           | FTC                                      |
| 133     | Braun József        | 1901–1943    | 28            | 11          | 70         | 121          | MTK                                      |
| 50      | Bródy Sándor        | 1884–1944    | 17            | 1           | 10         | 45           | FTC                                      |
| 7       | Buda István         | 1884–?       | 2             | 1           | 1          | 3            | BTC                                      |
| 230     | Bukovi Márton       | 1904–1985    | 12            | -           | 120        | 144          | Ferencváros                              |
| 207     | Buza Lajos          | 1901–?       | 3             | -           | 110        | 115          | UTE                                      |

## Cs
| Sorszám | Játékos        | Születési év | Válogatottság | Gólok száma | Első mérk. | Utolsó mérk. | Egyesület           |
| ------- | -------------- | ------------ | ------------- | ----------- | ---------- | ------------ | ------------------- |
| 279     | Cseh II László | 1910–1950    | 34            | 15          | 157        | 216          | Hungária            |
| 323     | Csikós Gyula   | 1912–1992    | 13            | kg-22       | 204        | 248          | Phöbus, Ferencváros |
| 185     | Csontos Kálmán | 1899–?       | 2             | 1           | 93         | 101          | UTE                 |
| 54      | Csüdör Ferenc  | 1886–1960    | 17            | -           | 14         | 61           | MTK, Postás         |

## D
| Sorszám | Játékos         | Születési év | Válogatottság | Gólok száma | Első mérk. | Utolsó mérk. | Egyesület         |
| ------- | --------------- | ------------ | ------------- | ----------- | ---------- | ------------ | ----------------- |
| 234     | Dán Vilmos      | 1903–1959    | 2             | -           | 122        | 124          | Ferencváros       |
| 255     | Dénes József    | 1905–1936    | 2             | kg-5        | 134        | 136          | Kispest           |
| 286     | Déri Károly     | 1910–?       | 5             | 3           | 162        | 219          | Törekvés, Kispest |
| 127     | Deutsch Árpád   | 1894–?       | 2             | -           | 67         | 68           | BAK               |
| 78      | Dobó Gyula      | 1891–1955    | 3             | 3           | 25         | 47           | BTC               |
| 227     | Dobos Károly    | 1903–?       | 1             | -           | 117        | 117          | Postás            |
| 43      | Domonkos László | 1887–1956    | 21            | kg-49       | 9          | 41           | MTK               |
| 269     | Dömötör Béla    | 1903–?       | 2             | -           | 144        | 153          | III. ker.         |
| 212     | Dudás Gyula     | 1902–1956    | 20            | -           | 112        | 163          | Kispest, Újpest   |
| 312     | Dudás János     | 1911–1979    | 21            | 3           | 188        | 237          | Hungária, WMFC    |
| 118     | Dürr Antal      | 1889–?       | 1             | kg-3        | 61         | 61           | Törekvés          |

## E
| Sorszám | Játékos            | Születési év | Válogatottság | Gólok száma | Első mérk. | Utolsó mérk. | Egyesület            |
| ------- | ------------------ | ------------ | ------------- | ----------- | ---------- | ------------ | -------------------- |
| 376     | Egresi Béla        | 1922–1999    | 23            | 10          | 239        | 294          | Kispest, Újpest      |
| 144     | Eisenhoffer József | 1900–1945    | 8             | 7           | 75         | 100          | Kispest, Ferencváros |
| 258     | Emődi Rezső        | 1903–?       | 1             | -           | 136        | 136          | Bástya Szeged        |
| 123     | Engel Vilmos       | 1894–1970    | 1             | -           | 65         | 65           | BAK                  |
| 292     | Eőry Mihály        | 1909–?       | 1             | -           | 168        | 168          | Bocskai              |

## F
| Sorszám | Játékos          | Születési év | Válogatottság | Gólok száma | Első mérk. | Utolsó mérk. | Egyesület     |
| ------- | ---------------- | ------------ | ------------- | ----------- | ---------- | ------------ | ------------- |
| 167     | Fehér Ferenc     | 1902–1963    | 9             | kg-10       | 83         | 147          | MAC, Hungária |
| 13      | Fehéry Ákos      | 1883–1921    | 1             | -           | 2          | 2            | BTC           |
| 319     | Fekete Jenő      | 1910–?       | 3             | -           | 195        | 197          | Phöbus        |
| 92      | Fekete Miklós    | 1892–?       | 1             | -           | 40         | 40           | TTC           |
| 75      | Feketeházy Gyula | 1889–?       | 1             | -           | 23         | 23           | MAC           |
| 80      | Feldmann Gyula   | 1891–1955    | 10            | -           | 27         | 74           | NSC, FTC, MTK |
| 275     | Fenyvesi László  | 1908–1993    | 3             | -           | 154        | 173          | III. ker.     |
| 52      | Ficzere Péter    | 1889–1938    | 5             | -           | 13         | 17           | BTC           |
| 356     | Finta Károly     | 1914–1972    | 2             | -           | 230        | 231          | Ferencváros   |
| 189     | Fischer Lajos    | 1902–1978    | 9             | kg-10       | 101        | 118          | VAC           |
| 132     | Fogl II Károly   | 1895–1969    | 51            | 2           | 69         | 136          | Újpest        |
| 145     | Fogl III József  | 1897–1971    | 38            | -           | 76         | 144          | Újpest        |
| 34      | Friedrich István | 1883–1951    | 1             | -           | 6          | 6            | MAFC          |
| 79      | Fritz Alajos     | 1885–1963    | 1             | kg-1        | 26         | 26           | FTC           |
| 248     | Fröhlich Sándor  | 1897–1982    | 1             | -           | 127        | 127          | Ferencváros   |
| 196     | Furmann Károly   | 1901–1984    | 11            | -           | 104        | 134          | FTC           |
| 308     | Futó Gyula       | 1908–1977    | 7             | -           | 179        | 204          | Újpest        |
| 368     | Füzér János      | 1916–1990    | 1             | -           | 238        | 238          | DIMÁVAG       |
| 362     | Füzi II Gábor    | 1916–1986    | 1             | -           | 235        | 235          | Gázgyár       |

## G
| Sorszám | Játékos              | Születési év | Válogatottság | Gólok száma | Első mérk. | Utolsó mérk. | Egyesület |
| ------- | -------------------- | ------------ | ------------- | ----------- | ---------- | ------------ | --------- |
| 3       | Gabrovitz Emil       | 1875–1947    | 1             | -           | 1          | 1            | Postás    |
| 245     | Gallina Károly       | 1907–1986    | 3             | kg-8        | 127        | 151          | NSC       |
| 151     | Gencsy Dezső         | 1897–1977    | 1             | -           | 78         | 78           | NSC       |
| 56      | Gilly-Goldberger Pál | 1881–1942    | 1             | kg-2        | 15         | 15           | 33 FC     |
| 114     | Ging József          | 1891–?       | 8             | -           | 58         | 71           | Törekvés  |
| 15      | Gorszky Tivadar      | 1883–1957    | 14            | 1           | 2          | 26           | FTC       |
| 187     | Grósz II Dezső       | 1898–1970    | 2             | -           | 100        | 114          | VAC       |
| 74      | Grósz József         | 1883–1939    | 1             | 1           | 21         | 21           | BAK       |
| 150     | Guttmann Béla        | 1900–1981    | 4             | 1           | 78         | 99           | MTK       |

## Gy
| Sorszám | Játékos         | Születési év | Válogatottság | Gólok száma | Első mérk. | Utolsó mérk. | Egyesület   |
| ------- | --------------- | ------------ | ------------- | ----------- | ---------- | ------------ | ----------- |
| 327     | Gyarmati János  | 1910–1974    | 3             | -           | 206        | 208          | Szeged FC   |
| 334     | Gyetvai László  | 1918–2013    | 17            | 3           | 215        | 237          | Ferencváros |
| 309     | Győri II József | 1910–1983    | 1             | -           | 183        | 183          | III. ker.   |

## H
| Sorszám | Játékos          | Születési év | Válogatottság | Gólok száma | Első mérk. | Utolsó mérk. | Egyesület                         |
| ------- | ---------------- | ------------ | ------------- | ----------- | ---------- | ------------ | --------------------------------- |
| 280     | Háda József      | 1911–1994    | 16            | kg-23       | 160        | 211          | Ferencváros                       |
| 10      | Hajós Alfréd     | 1878–1955    | 1             | -           | 1          | 1            | BTC                               |
| 178     | Hajós Árpád      | 1902–1971    | 2             | -           | 90         | 91           | Törekvés                          |
| 322     | Hámori László    | 1914–1970    | 1             | -           | 203        | 203          | Ferencváros                       |
| 354     | Harangozó Sándor | 1913–1992    | 1             | -           | 229        | 229          | Csepel                            |
| 174     | Himmer Rezső     | 1900–1947    | 2             | -           | 84         | 86           | Vasas                             |
| 170     | Hirzer Ferenc    | 1902–1957    | 33            | 14          | 83         | 159          | Törekvés, Makkabi Brünn, Hungária |
| 77      | Hlavay György    | 1888–1958    | 8             | -           | 24         | 53           | NSC, MTK                          |
| 21      | Holits Ödön      | 1886–1970    | 4             | kg-7        | 3          | 7            | MÚE                               |
| 206     | Holzbauer József | 1901–1978    | 6             | 5           | 109        | 126          | Sabaria                           |
| 281     | Hóri György      | 1909–1975    | 3             | kg-8        | 161        | 193          | Budai 11, Újpest                  |
| 332     | Horváth Ferenc   | 1914–?       | 1             | -           | 209        | 209          | Nemzeti                           |
| 126     | Horváth Gyula    | 1888–1946    | 1             | -           | 67         | 67           | Törekvés                          |
| 42      | Horváth József   | 1890–?       | 6             | 5           | 8          | 48           | BTC                               |
| 226     | Horváth László   | 1901–1981    | 1             | 1           | 117        | 117          | III. ker.                         |
| 131     | Hönich I Lajos   | 1892–?       | 1             | -           | 68         | 68           | III. ker                          |
| 224     | Huber Rezső      | 1903–1952    | 2             | kg-2        | 123        | 149          | Ferencváros, Újpest               |
| 142     | Hungler II János | 1900–1970    | 8             | -           | 75         | 130          | Ferencváros                       |

## I
| Sorszám | Játékos     | Születési év | Válogatottság | Gólok száma | Első mérk. | Utolsó mérk. | Egyesület |
| ------- | ----------- | ------------ | ------------- | ----------- | ---------- | ------------ | --------- |
| 38      | Izsó László | 1885–1920    | 3             | kg-6        | 8          | 12           | BTC       |

## J
| Sorszám | Játékos         | Születési év | Válogatottság | Gólok száma | Első mérk. | Utolsó mérk. | Egyesület |
| ------- | --------------- | ------------ | ------------- | ----------- | ---------- | ------------ | --------- |
| 289     | Jávor Pál       | 1907–1989    | 1             | -           | 164        | 164          | Újpest    |
| 169     | Jelinek Tivadar | 1898–1962    | 1             | -           | 83         | 83           | Vasas     |
| 139     | Jeny Rudolf     | 1901–1975    | 20            | 3           | 72         | 121          | KAC, MTK  |
| 184     | Jeszmás József  | 1895–1934    | 4             | 1           | 93         | 124          | Újpest    |
| 306     | Juhász Lajos    | 1906–1981    | 1             | kg-0        | 177        | 177          | Phöbus    |

## K
| Sorszám | Játékos              | Születési év | Válogatottság | Gólok száma | Első mérk. | Utolsó mérk. | Egyesület                                 |
| ------- | -------------------- | ------------ | ------------- | ----------- | ---------- | ------------ | ----------------------------------------- |
| 317     | Kállai Lipót         | 1912–1989    | 6             | 4           | 197        | 208          | Újpest                                    |
| 254     | Kalmár Jenő          | 1908–1990    | 15            | 4           | 133        | 162          | Hungária                                  |
| 352     | Kalocsay Géza        | 1913–2008    | 2             | -           | 226        | 227          | Kispest                                   |
| 70      | Kanyaurek Lipót      | 1884–1936    | 1             | -           | 21         | 21           | Typographia                               |
| 314     | Kardos István        | 1915–1983    | 1             | -           | 191        | 191          | Hungária                                  |
| 17      | Károly Jenő          | 1886–1926    | 25            | 10          | 2          | 70           | MTK, BAK                                  |
| 282     | Kárpáti II Pál       | 1909–1984    | 3             | -           | 161        | 171          | Budai 11                                  |
| 164     | Katzer Károly Mihály | 1897–1972    | 1             | -           | 82         | 82           | Vasas                                     |
| 200     | Kautzky József       | 1902–1984    | 4             | 1           | 104        | 141          | Törekvés, Pécs                            |
| 102     | Kehrling Béla        | 1891–1937    | 4             | -           | 52         | 58           | MAC                                       |
| 85      | Kelemen Béla         | 1887–1956    | 1             | -           | 31         | 31           | MAC                                       |
| 298     | Kemény Tibor         | 1913–1992    | 9             | -           | 171        | 205          | Ferencváros                               |
| 30      | Kertay Lajos         | 1883–?       | 1             | -           | 4          | 4            | Postás                                    |
| 86      | Kertész III Adolf    | 1892–1920    | 11            | -           | 36         | 74           | MTK                                       |
| 94      | Kertész Géza         | 1894–1945    | 1             | -           | 48         | 48           | BTC                                       |
| 88      | Kertész I Gyula      | 1888–1982    | 1             | -           | 36         | 36           | MTK                                       |
| 67      | Kertész II Vilmos    | 1890–1962    | 47            | 11          | 20         | 100          | MTK                                       |
| 72      | Késmárky Ákos        | 1886–?       | 3             | 1           | 21         | 25           | BTC                                       |
| 342     | Kincses Mihály       | 1917–1979    | 17            | 2           | 221        | 240          | Kispest, Gamma FC                         |
| 350     | Király Sándor        | 1913–1969    | 5             | -           | 225        | 229          | Gamma FC                                  |
| 303     | Kis Károly           | 1912–1942    | 4             | -           | 174        | 220          | Hungária                                  |
| 331     | Kisalagi János       | 1912–1977    | 1             | -           | 209        | 209          | Nemzeti                                   |
| 37      | Kisfaludy Árpád      | 1884–1968    | 3             | -           | 7          | 10           | BTC                                       |
| 361     | Kispéter Mihály      | 1919–1966    | 11            | -           | 235        | 300          | Szolnoki MÁV, FTC                         |
| 96      | Kiss Béla            | 1890–1969    | 2             | -           | 47         | 52           | FTC                                       |
| 14      | Kiss Gyula           | 1881–1945    | 4             | -           | 2          | 8            | 33 FC                                     |
| 311     | Kiss Gyula           | 1916–1960    | 2             | -           | 187        | 206          | Ferencváros                               |
| 338     | Kiszely István       | 1914–1993    | 7             | 4           | 217        | 231          | Ferencváros                               |
| 162     | Kléber Gábor         | 1901–1973    | 23            | -           | 82         | 150          | III. ker, MTK, Hung.                      |
| 103     | Klement Engelbert    | 1895–1947    | 2             | -           | 52         | 54           | MTK                                       |
| 98      | Knapp Miksa          | 1890–1918    | 8             | kg-16       | 50         | 63           | MTK                                       |
| 32      | Koch Nándor          | 1885–1961    | 2             | 1           | 5          | 7            | 33 FC                                     |
| 109     | Kocsis Ferenc        | 1891–1955    | 1             | -           | 54         | 54           | MAC                                       |
| 276     | Kocsis Ferenc        | 1904–1962    | 2             | -           | 155        | 157          | Hungária                                  |
| 321     | Kocsis Géza          | 1910–1958    | 2             | -           | 200        | 201          | Újpest                                    |
| 199     | Kohut Vilmos         | 1906–1986    | 26            | 14          | 104        | 212          | Ferencváros, Marseille                    |
| 337     | Kolláth Ferenc       | 1914–1986    | 5             | 3           | 217        | 240          | Szolnoki MÁV                              |
| 4       | Koltai József        | 1882–1958    | 4             | -           | 1          | 8            | FTC, Postás                               |
| 111     | Konrád I Jenő        | 1894–1978    | 1             | -           | 55         | 55           | MTK                                       |
| 106     | Konrád II Kálmán     | 1896–1980    | 13            | 2           | 53         | 132          | MTK, Hungária                             |
| 259     | Korányi I Lajos      | 1907–1981    | 40            | -           | 136        | 235          | Bástya, Ferencváros Phöbus, Nemzeti, WMFC |
| 285     | Korányi II Mátyás    | 1910–1967    | 4             | -           | 162        | 186          | Szeged                                    |
| 57      | Koródy Károly        | 1887–1917    | 15            | 7           | 15         | 35           | FTC                                       |
| 172     | Kósa Lajos           | 1898–1966    | 1             | -           | 83         | 83           | UTE                                       |
| 364     | Kovács I Miklós      | 1911–1977    | 1             | 1           | 236        | 236          | Nagyvárad                                 |
| 374     | Kovács II János      | 1918–1982    | 1             | -           | 241        | 241          | Nagyvárad                                 |
| 112     | Kovács Elemér        | 1890–1965    | 3             | -           | 57         | 62           | FTC, MTK                                  |
| 161     | Kovács Lajos         | 1894–1973    | 2             | -           | 82         | 83           | VII. ker.                                 |
| 219     | Kovácsy Béla         | 1905–1969    | 1             | -           | 115        | 115          | 33 FC                                     |
| 107     | Kőszegi Dezső        | 1888–?       | 1             | -           | 54         | 54           | BTC                                       |
| 242     | Köves János          | 1905–1970    | 1             | -           | 125        | 125          | Hungária                                  |
| 64      | Krempels Béla        | 1887–1968    | 2             | 2           | 18         | 19           | MAC                                       |
| 247     | Kripkó József        | 1901–1978    | 1             | -           | 127        | 127          | Attila                                    |
| 186     | Kropacsek Ferenc     | 1898–199?    | 2             | kg-4        | 97         | 100          | MTK                                       |
| 202     | Krutzler József      | 1897–1928    | 1             | -           | 106        | 106          | Sabaria                                   |
| 53      | Kürschner Izidor     | 1885–1941    | 5             | -           | 13         | 31           | MTK                                       |

## L
| Sorszám | Játékos         | Születési év | Válogatottság | Gólok száma | Első mérk. | Utolsó mérk. | Egyesület   |
| ------- | --------------- | ------------ | ------------- | ----------- | ---------- | ------------ | ----------- |
| 273     | Lázár Gyula     | 1911–1983    | 49            | 1           | 149        | 235          | Ferencváros |
| 208     | Leitner Hermann | 1901–1976    | 1             | -           | 110        | 110          | UTE         |
| 141     | Lhottka Ferenc  | 1896–?       | 1             | -           | 74         | 74           | Törekvés    |
| 270     | Ligeti Jenő     | 1905–1967    | 1             | -           | 145        | 145          | Budai 11    |
| 120     | Ludwig Béla     | 1889–?       | 1             | -           | 62         | 62           | III. ker    |
| 233     | Lutz II Lajos   | 1900–1964    | 4             | -           | 122        | 164          | Újpest      |
| 267     | Lyka Antal      | 1908–1976    | 12            | -           | 143        | 177          | Ferencváros |

## M
| Sorszám | Játékos         | Születési év | Válogatottság | Gólok száma | Első mérk. | Utolsó mérk. | Egyesület             |
| ------- | --------------- | ------------ | ------------- | ----------- | ---------- | ------------ | --------------------- |
| 318     | Magda Béla      | 1911–1991    | 3             | -           | 193        | 205          | Budai 11, Ferencváros |
| 295     | Magyar Ferenc   | 1910–1977    | 1             | -           | 165        | 165          | III. ker. FC          |
| 149     | Mándi Gyula     | 1899–1969    | 32            | -           | 78         | 177          | MTK, Hungária         |
| 105     | Mandl Frigyes   | 1890–?       | 1             | -           | 53         | 53           | 33 FC                 |
| 23      | Manglitz Ferenc | 1882–1940    | 4             | -           | 3          | 21           | FTC                   |
| 262     | Markos Imre     | 1908–1960    | 20            | 5           | 137        | 190          | Bocskai               |
| 372     | Marosvári Béla  | 1919–1976    | 1             | -           | 240        | 240          | Csepel                |
| 59      | Medgyessy Iván  | 1883–?       | 1             | -           | 16         | 16           | MAC                   |
| 76      | Mészáros Árpád  | 1887–1951    | 3             | 1           | 23         | 48           | BTC                   |
| 377     | Mészáros Ferenc | 1919–1977    | 1             | -           | 244        | 244          | Nagyvárad             |
| 228     | Mészáros István | 1899–1945    | 3             | 1           | 119        | 127          | Sabaria               |
| 299     | Mikes Károly    | 1913–1986    | 1             | -           | 172        | 172          | Kispest               |
| 324     | Miklósi István  | 1909–1963    | 3             | 1           | 205        | 208          | Szürke Taxi           |
| 19      | Minder Frigyes  | 1880–1968    | 1             | 1           | 2          | 2            | Postás                |
| 44      | Molnár I Ferenc | 1885–?       | 2             | -           | 9          | 10           | UTE                   |
| 143     | Molnár György   | 1901–1977    | 27            | 11          | 75         | 122          | MTK, Hungária         |
| 48      | Molnár II Imre  | 1887–?       | 3             | 3           | 9          | 11           | UTE, BTC              |
| 65      | Molnár III Ödön | 1889–?       | 1             | -           | 18         | 18           | BTC                   |
| 294     | Móré János      | 1910–1992    | 3             | -           | 169        | 175          | Bocskai               |
| 223     | Müller Ferenc   | 1901–1998    | 1             | -           | 116        | 116          | FTC                   |
| 58      | Müller József   | 1885–?       | 1             | -           | 16         | 16           | BAK                   |

## N
| Sorszám | Játékos            | Születési év | Válogatottság | Gólok száma | Első mérk. | Utolsó mérk. | Egyesület         |
| ------- | ------------------ | ------------ | ------------- | ----------- | ---------- | ------------ | ----------------- |
| 188     | Nádler Henrik      | 1901–1944    | 7             | -           | 100        | 121          | MTK               |
| 375     | Nagy II András     | 1920–1997    | 3             | -           | 242        | 244          | FTC               |
| 341     | Nagy Antal         | 1913–1984    | 1             | -           | 220        | 220          | Szeged            |
| 22      | Nagy Ferenc        | 1884–?       | 8             | -           | 3          | 13           | MTK               |
| 246     | Nagy János         | 1903–?       | 3             | -           | 121        | 134          | Sabaria           |
| 366     | Nagymarosi Mihály  | 1919–2002    | 13            | 3           | 237        | 276          | Újpest, Bp. Dózsa |
| 371     | Németh Antal       | 1919–1985    | 1             | 1           | 239        | 239          | Vasas             |
| 283     | Nemes II István    | 1905–?       | 1             | -           | 161        | 161          | Törekvés          |
| 333     | Nemes József       | 1914–?       | 1             | 3           | 210        | 210          | Kispest           |
| 130     | Nemes Sándor       | 1899–1977    | 3             | -           | 68         | 72           | FTC               |
| 157     | Neuhaus János      | 1901–1982    | 2             | kg-1        | 81         | 82           | III. ker          |
| 18      | Niessner Aladár    | 1883–?       | 5             | -           | 2          | 12           | MFC, MAC          |
| 147     | Nikolsburger Rezső | 1900–1969    | 1             | -           | 76         | 76           | FTC               |
| 35      | Nirnsee Gyula      | 1883–?       | 2             | -           | 6          | 12           | MAFC, Pozsonyi TE |

## Ny
| Sorszám | Játékos        | Születési év | Válogatottság | Gólok száma | Első mérk. | Utolsó mérk. | Egyesület |
| ------- | -------------- | ------------ | ------------- | ----------- | ---------- | ------------ | --------- |
| 71      | Nyilas István  | 1888–?       | 1             | -           | 21         | 21           | Törekvés  |
| 117     | Nyúl I Ferenc  | 1896–?       | 4             | -           | 59         | 74           | MTK       |
| 194     | Nyúl II Vilmos | 1901–?       | 3             | -           | 102        | 112          | MTK       |

## O
| Sorszám | Játékos           | Születési év | Válogatottság | Gólok száma | Első mérk. | Utolsó mérk. | Egyesület          |
| ------- | ----------------- | ------------ | ------------- | ----------- | ---------- | ------------ | ------------------ |
| 152     | Obitz Gábor       | 1899–1953    | 15            | -           | 79         | 140          | FTC, Makkabi Brünn |
| 11      | Oláh Károly       | 1884– ?      | 2             | -           | 1          | 8            | BTC                |
| 340     | Olajkár I Károly  | 1917–1957    | 1             | -           | 219        | 219          | Kispest            |
| 363     | Olajkár II Sándor | 1918–1998    | 5             | 1           | 236        | 243          | WMFC               |
| 159     | Opata Zoltán      | 1900–1982    | 17            | 6           | 81         | 142          | MTK, Hungária      |
| 31      | Ordódy Béla       | 1880– ?      | 2             | -           | 5          | 6            | BEAC               |
| 124     | Orth György       | 1901–1962    | 32            | 13          | 66         | 128          | MTK, Hungária      |

## P
| Sorszám | Játékos           | Születési év | Válogatottság | Gólok száma | Első mérk. | Utolsó mérk. | Egyesület             |
| ------- | ----------------- | ------------ | ------------- | ----------- | ---------- | ------------ | --------------------- |
| 345     | Pákozdi László    | 1916– ?      | 9             | -           | 223        | 233          | Elektromos            |
| 310     | Pálinkás József   | 1912–1991    | 5             | kg-11       | 185        | 199          | Szeged                |
| 293     | Palotás István    | 1907–1987    | 8             | -           | 169        | 202          | Bocskai               |
| 218     | Papp Lajos László | 1906–?       | 1             | -           | 115        | 115          | Erzsébetfalvi TC      |
| 90      | Pataki Mihály     | 1893–1977    | 24            | 21          | 37         | 124          | FTC                   |
| 168     | Paulusz Nándor    | 1899–?       | 7             | -           | 83         | 93           | UTE                   |
| 87      | Payer Imre        | 1888–1956    | 21            | 4           | 33         | 70           | FTC                   |
| 329     | Pázmándy Sándor   | 1912–?       | 3             | -           | 210        | 238          | Elektromos            |
| 176     | Peics Sándor      | 1899–?       | 1             | -           | 87         | 87           | UTE                   |
| 370     | Perényi József    | 1921–1968    | 3             | -           | 239        | 241          | Nagyvárad             |
| 204     | Pesovnik László   | 1901–?       | 8             | -           | 108        | 132          | BEAC, Sabaria         |
| 238     | Péter József      | 1904–?       | 1             | -           | 123        | 123          | Újpest                |
| 216     | Pipa István       | 1899–?       | 1             | 1           | 114        | 114          | 33 FC                 |
| 122     | Plattkó Ferenc    | 1898–1983    | 6             | kg-4        | 64         | 90           | Vasas, MTK            |
| 153     | Pluhár István     | 1893–1970    | 2             | -           | 79         | 80           | BEAC                  |
| 9       | Pokorny József    | 1883–1955    | 5             | 5           | 1          | 7            | FTC                   |
| 284     | Polgár Gyula      | 1910–1992    | 26            | 2           | 161        | 239          | Budai 11, Ferencváros |
| 355     | Pósa Béla         | 1914–1991    | 3             | -           | 230        | 256          | Ferencváros, Vasas    |
| 104     | Pótz-Nagy Árpád   | 1890–?       | 1             | 1           | 52         | 52           | BTC                   |
| 5       | Pozsonyi Imre     | 1880–1932    | 1             | -           | 1          | 1            | MUE                   |
| 261     | Prém Móric        | 1899–1964    | 1             | -           | 137        | 137          | Sabaria               |
| 137     | Priboj István     | 1894–1957    | 6             | 3           | 72         | 111          | UTE                   |
| 179     | Pruha Antal       | 1897–1973    | 3             | -           | 91         | 129          | Törekvés              |
| 296     | Pusztai Ferenc    | 1910–?       | 2             | -           | 170        | 209          | Újpest                |

## R
| Sorszám | Játékos         | Születési év | Válogatottság | Gólok száma | Első mérk. | Utolsó mérk. | Egyesület      |
| ------- | --------------- | ------------ | ------------- | ----------- | ---------- | ------------ | -------------- |
| 100     | Rácz Béla       | 1893–?       | 2             | 1           | 50         | 51           | MTK            |
| 97      | Rácz Győző      | 1889–?       | 2             | -           | 49         | 51           | MAC            |
| 220     | Raix Gusztáv    | 1902–?       | 2             | -           | 115        | 117          | KAC            |
| 108     | Rauchmaul Emil  | 1891–?       | 1             | -           | 54         | 54           | BTC            |
| 165     | Rázsó Izidor    | 1896–?       | 5             | -           | 82         | 130          | Ékszerész, FTC |
| 210     | Rebró Béla      | 1901–1982    | 6             | -           | 111        | 125          | MTK, Hungária  |
| 214     | Reiner István   | 1899–?       | 1             | -           | 113        | 113          | Vasas          |
| 215     | Rémay II Gyula  | 1902–?       | 1             | -           | 114        | 114          | NSC            |
| 197     | Rémay III János | 1903–?       | 6             | 1           | 104        | 127          | NSC            |
| 217     | Remete Imre     | 1904–?       | 2             | kg-4        | 115        | 117          | MTK            |
| 68      | Révész Béla     | 1887–?       | 8             | -           | 21         | 55           | MTK            |
| 193     | Rokken Imre     | 1903–1925    | 2             | -           | 102        | 103          | FTC            |
| 297     | Rökk Ede        | 1911–?       | 3             | -           | 171        | 184          | Budai 11       |
| 61      | Rónay Zoltán    | 1888–1920    | 1             | -           | 17         | 17           | FTC            |
| 373     | Rudas Ferenc    | 1921–2016    | 23            | 3           | 241        | 274          | FTC            |
| 51      | Rumbold Gyula   | 1887–1959    | 33            | -           | 11         | 51           | FTC            |

## S
| Sorszám | Játékos          | Születési év | Válogatottság | Gólok száma | Első mérk. | Utolsó mérk. | Egyesület                        |
| ------- | ---------------- | ------------ | ------------- | ----------- | ---------- | ------------ | -------------------------------- |
| 203     | Sándor József    | 1900–1948    | 3             | -           | 107        | 123          | FTC                              |
| 39      | Sárközy Sándor   | 1888–?       | 1             | -           | 8          | 8            | BTC                              |
| 266     | Sáros Miklós     | 1907–?       | 2             | -           | 141        | 146          | Budai 11                         |
| 274     | Sárosi I György  | 1912–1993    | 62            | 42          | 151        | 244          | FTC                              |
| 335     | Sárosi III Béla  | 1919–1993    | 25            | 1           | 217        | 247          | FTC                              |
| 357     | Sárvári Ferenc   | 1916–1974    | 7             | 3           | 232        | 244          | Nagyvárad                        |
| 316     | Sas Ferenc       | 1915–1988    | 17            | 1           | 192        | 214          | Hungária                         |
| 27      | Schaar Izidor    | 1884–1913    | 1             | -           | 4          | 4            | MTK                              |
| 113     | Schaffer Alfréd  | 1893–1945    | 15            | 17          | 57         | 71           | MTK                              |
| 138     | Schaller József  | 1894–1927    | 3             | -           | 72         | 85           | UTE                              |
| 45      | Schaschek Ödön   | 1885–1914    | 1             | -           | 9          | 9            | BTC                              |
| 49      | Schlosser Imre   | 1889–1959    | 68            | 59          | 9          | 122          | FTC, MTK, Wiener AC, Ferencváros |
| 239     | Schmidt János    | 1904–1987    | 2             | -           | 123        | 125          | Budai 33                         |
| 173     | Schwarz Ernő     | 1904–1974    | 2             | 2           | 84         | 86           | FTC                              |
| 313     | Sebes Gusztáv    | 1906–1986    | 1             | -           | 191        | 191          | Hungária                         |
| 40      | Sebestyén Béla   | 1885–1959    | 24            | 1           | 8          | 44           | MTK                              |
| 160     | Seiden Jenő      | 1901–?       | 2             | 1           | 81         | 82           | UTSE                             |
| 190     | Senkey I Imre    | 1898–1984    | 6             | -           | 101        | 129          | MTK, III. kerület                |
| 211     | Senkey II Gyula  | 1901–1983    | 3             | 1           | 111        | 117          | MTK                              |
| 291     | Serényi Imre     | 1909–1956    | 2             | -           | 166        | 170          | Kispest                          |
| 300     | Seres Gyula      | 1912–?       | 9             | -           | 173        | 197          | Újpest                           |
| 119     | Siegl József     | 1897–1981    | 6             | -           | 61         | 77           | Törekvés                         |
| 182     | Siklóssy Antal   | 1896–1931    | 2             | 1           | 92         | 123          | MTK, Attila                      |
| 60      | Simon Ferenc     | 1886–1919    | 1             | -           | 17         | 17           | BTC                              |
| 12      | Sipos-Sellő Ernő | 1883–?       | 5             | kg-7        | 2          | 30           | BTC, MAC                         |
| 24      | Skrabák István   | 1882–?       | 2             | -           | 3          | 4            | BTC                              |
| 243     | Skvarek György   | 1903–?       | 2             | 2           | 125        | 130          | Hungária                         |
| 305     | Solti József     | 1911–1982    | 2             | 2           | 177        | 219          | Phöbus                           |
| 166     | Solti Mihály     | 1898–1976    | 2             | 2           | 82         | 94           | Szeged AK                        |
| 198     | Spitz Illés      | 1902–1961    | 6             | 3           | 104        | 154          | NSC, Újpest                      |
| 128     | Stark József     | 1892–?       | 1             | -           | 68         | 68           | III. ker                         |
| 8       | Steiner Bertalan | 1881–1914    | 1             | -           | 1          | 1            | 33 FC                            |
| 249     | Sternberg László | 1905–1982    | 19            | -           | 129        | 194          | Újpest                           |
| 221     | Stófián János    | 1904–1984    | 4             | 2           | 115        | 140          | BEAC, Sabaria                    |
| 244     | Ströck Albert    | 1903–1971    | 15            | 3           | 126        | 160          | Újpest                           |
| 351     | Sütő Károly      | 1919–1980    | 2             | 1           | 226        | 227          | Gamma                            |

## Sz
| Sorszám | Játékos             | Születési év | Válogatottság | Gólok száma | Első mérk. | Utolsó mérk. | Egyesület            |
| ------- | ------------------- | ------------ | ------------- | ----------- | ---------- | ------------ | -------------------- |
| 277     | Szabó Antal         | 1910–1972    | 42            | kg-93       | 157        | 244          | Hungária             |
| 222     | P. Szabó Gábor      | 1902–1950    | 11            | 6           | 116        | 179          | Újpest               |
| 378     | Szabó György        | 1921–1962    | 1             | -           | 244        | 244          | Gamma                |
| 154     | Szabó Jenő          | 1894–?       | 1             | 1           | 80         | 80           | III. ker             |
| 146     | Szabó József        | 1896–1973    | 6             | -           | 76         | 91           | FTC                  |
| 116     | Szabó Péter         | 1899–1963    | 12            | -           | 58         | 71           | MTK                  |
| 241     | Szaffka Zoltán      | 1895–?       | 1             | -           | 123        | 123          | Újpest               |
| 295     | Szalay Antal        | 1912–1960    | 24            | -           | 170        | 222          | Újpest               |
| 347     | Szalay II István    | 1912–1981    | 5             | -           | 223        | 241          | Nemzeti, WMFC        |
| 288     | Szaniszló II Zoltán | 1910–?       | 1             | -           | 164        | 164          | Hungária             |
| 336     | Szántó József       | 1915–1998    | 3             | -           | 217        | 220          | Szolnoki MÁV         |
| 252     | Szedlacsik Ferenc   | 1898–1973    | 1             | -           | 132        | 132          | Ferencváros          |
| 46      | Szednicsek János    | 1882–?       | 2             | 1           | 9          | 13           | Törekvés             |
| 84      | Szeitler Károly     | 1888–1914    | 1             | -           | 31         | 31           | FTC                  |
| 83      | Székány Géza        | 1886–?       | 1             | -           | 29         | 29           | 33 FC                |
| 290     | Szemere Antal       | 1910–?       | 1             | -           | 165        | 165          | Kispest              |
| 62      | Szendrő Oszkár      | 1889–1947    | 13            | -           | 18         | 47           | BTC                  |
| 328     | Szendrődi Lajos     | 1913–1968    | 2             | 3           | 207        | 208          | Elektromos           |
| 33      | Szentey Sándor      | 1880–?       | 1             | -           | 6          | 6            | Föv.TC               |
| 195     | Szentmiklóssy Béla  | 1902–?       | 1             | 1           | 103        | 103          | Vasas                |
| 148     | Szidon Rezső        | 1899–1931    | 3             | -           | 76         | 117          | UTE                  |
| 343     | Sziklai Ferenc      | 1914–?       | 1             | kg-4        | 222        | 222          | Újpest               |
| 315     | Sztancsik József    | 1908–?       | 1             | -           | 191        | 191          | Budai 11             |
| 235     | Szulik Rezső        | 1906–?       | 1             | kg-0        | 123        | 123          | Újpest               |
| 89      | Szury Kálmán        | 1889–?       | 3             | -           | 37         | 46           | BAK                  |
| 369     | Szusza Ferenc       | 1923–2006    | 24            | 18          | 238        | 335          | Újpest, Bp. Dózsa    |
| 213     | Szűcs II Géza       | 1906–?       | 1             | -           | 112        | 112          | Törekvés             |
| 301     | Szűcs György        | 1912–1991    | 25            | -           | 173        | 220          | Újpest               |
| 359     | Szűcs Sándor        | 1921–1951    | 19            | -           | 234        | 264          | Szolnoki MÁV, Újpest |

## T
| Sorszám | Játékos           | Születési év | Válogatottság | Gólok száma | Első mérk. | Utolsó mérk. | Egyesület               |
| ------- | ----------------- | ------------ | ------------- | ----------- | ---------- | ------------ | ----------------------- |
| 81      | Takács Dániel     | 1884–?       | 3             | -           | 27         | 35           | Törekvés                |
| 158     | Takács I Géza     | 1899–1964    | 4             | -           | 81         | 130          | FTC                     |
| 180     | Takács II József  | 1904–1983    | 32            | 26          | 91         | 172          | Vasas, Ferencváros      |
| 304     | Tamássy István    | 1911–?       | 2             | -           | 177        | 181          | Újpest                  |
| 265     | Táncos Mihály     | 1905–1993    | 5             | 1           | 140        | 156          | Ferencváros             |
| 95      | Taussig Imre      | 1890–?       | 5             | 1           | 48         | 67           | MTK                     |
| 290     | Teleki Pál        | 1906–?       | 8             | 2           | 165        | 202          | Bocskai                 |
| 367     | Tihanyi II András | 1917–1991    | 1             | 1           | 237        | 237          | Szegedi VSE             |
| 257     | Titkos Pál        | 1908–1988    | 48            | 13          | 135        | 214          | Budai 33, Hungária      |
| 260     | Toldi Géza        | 1909–1985    | 46            | 25          | 136        | 229          | FTC, Gamma              |
| 163     | Tomecskó József   | 1901–?       | 1             | -           | 82         | 82           | Vasas                   |
| 344     | Tóth György       | 1915–1994    | 15            | kg-28       | 223        | 265          | Szeged, Gamma, UTE, MTK |
| 175     | Tóth Gyula        | 1902–?       | 5             | -           | 87         | 97           | KAOE                    |
| 231     | Tóth Jenő         | 1901–?       | 1             | -           | 120        | 120          | Bástya                  |
| 349     | Tóth III Mátyás   | 1918–2002    | 16            | 6           | 224        | 266          | Újpest, NAC, Vasas      |
| 353     | G. Tóth Péter     | 1913–1991    | 1             | -           | 227        | 227          | Elektromos              |
| 73      | Tóth Potya István | 1891–1945    | 19            | 8           | 21         | 115          | NSC, FTC                |
| 272     | Török II Tivadar  | 1904–?       | 3             | -           | 147        | 151          | NSC                     |
| 302     | Tőrös István      | 1908–?       | 2             | -           | 173        | 175          | Phöbus                  |
| 229     | Tritz Lőrinc      | 1902–?       | 1             | -           | 119        | 119          | Hungária                |
| 251     | Turay József      | 1905–1963    | 48            | 11          | 131        | 222          | FTC, Hungária           |
| 135     | Tury György       | 1896–?       | 1             | -           | 71         | 71           | Vasas                   |

## U
| Sorszám | Játékos       | Születési év | Válogatottság | Gólok száma | Első mérk. | Utolsó mérk. | Egyesület |
| ------- | ------------- | ------------ | ------------- | ----------- | ---------- | ------------ | --------- |
| 253     | Újvári József | 1904–?       | 6             | kg-8        | 133        | 208          | Hungária  |
| 121     | Urik József   | 1897–?       | 3             | 1           | 63         | 78           | Törekvés  |

## V
| Sorszám | Játékos         | Születési év | Válogatottság | Gólok száma | Első mérk. | Utolsó mérk. | Egyesület       |
| ------- | --------------- | ------------ | ------------- | ----------- | ---------- | ------------ | --------------- |
| 63      | Vágó Antal      | 1891–1944    | 17            | -           | 18         | 66           | Föv.TC, MTK     |
| 307     | Vágó József     | 1906–?       | 13            | -           | 178        | 203          | Bocskai, Újpest |
| 209     | Vámos Ernő      | 1898–?       | 3             | -           | 110        | 128          | Sabaria         |
| 55      | Vangel Gyula    | 1888–?       | 1             | -           | 14         | 14           | MAC             |
| 110     | Vanicsek József | 1892–?       | 1             | -           | 55         | 55           | 33 FC           |
| 125     | Varga Péter     | 1897–?       | 4             | kg-7        | 67         | 77           | KAC             |
| 240     | Víg II János    | 1907–1949    | 4             | 1           | 123        | 142          | Újpest          |
| 268     | Vincze Jenő     | 1908–1988    | 25            | 8           | 143        | 225          | Bocskai, Újpest |
| 25      | Vincze Károly   | 1884–?       | 3             | -           | 3          | 5            | MAC             |
| 140     | Viola József    | 1893–1949    | 1             | -           | 74         | 74           | Törekvés        |
| 237     | Volentik Béla   | 1907–1990    | 1             | -           | 123        | 123          | NSC             |

## W
| Sorszám | Játékos           | Születési év | Válogatottság | Gólok száma | Első mérk. | Utolsó mérk. | Egyesület          |
| ------- | ----------------- | ------------ | ------------- | ----------- | ---------- | ------------ | ------------------ |
| 201     | Wéber Lajos       | 1904–?       | 6             | -           | 105        | 133          | Törekvés, Hungária |
| 69      | Weinber János     | 1888–1958    | 3             | -           | 21         | 30           | FTC                |
| 205     | Weinhardt Ferenc  | 1903–1980    | 10            | kg-20       | 109        | 137          | Sabaria            |
| 171     | Weisz Árpád       | 1898–1944    | 6             | -           | 83         | 91           | Törekvés           |
| 26      | Weisz Ferenc      | 1885–1944    | 17            | 3           | 3          | 63           | FTC                |
| 236     | Werner Ignác      | 1901–?       | 1             | -           | 123        | 123          | III. ker.          |
| 129     | Wiener I János    | 1896–1965    | 2             | -           | 68         | 73           | FTC                |
| 156     | Wiener II Jenő    | 1901–?       | 1             | -           | 80         | 80           | FTC                |
| 115     | Winkler I József  | 1898–?       | 4             | 1           | 58         | 109          | MTK                |
| 181     | Winkler II Róbert | 1900–1971    | 1             | -           | 93         | 93           | MTK                |

## Z
| Sorszám | Játékos       | Születési év | Válogatottság | Gólok száma | Első mérk. | Utolsó mérk. | Egyesület |
| ------- | ------------- | ------------ | ------------- | ----------- | ---------- | ------------ | --------- |
| 134     | Zatykó Ferenc | 1895–?       | 3             | -           | 71         | 88           | Vasas     |
| 278     | Závodi István | 1906–?       | 2             | 1           | 157        | 158          | MÁVAG     |
| 136     | Zloch Gyula   | 1899–?       | 4             | -           | 72         | 111          | 33 FC     |

## Zs
| Sorszám | Játékos          | Születési év | Válogatottság | Gólok száma | Első mérk. | Utolsó mérk. | Egyesület |
| ------- | ---------------- | ------------ | ------------- | ----------- | ---------- | ------------ | --------- |
| 93      | Zsák Károly      | 1895–1944    | 30            | kg-36       | 42         | 113          | 33 FC     |
| 320     | Zsengellér Gyula | 1915–1999    | 39            | 32          | 198        | 255          | Újpest    |

Lista folytatása:
- A magyar labdarúgó-válogatott játékosainak listája (1945–1975)
- A magyar labdarúgó-válogatott játékosainak listája (1976–)